# Listers och Bräkne kontrakt
Listers och Bräkne kontrakt var ett kontrakt i Lunds stift inom Svenska kyrkan. Ingående församlingar ligger i  Karlshamns, Olofströms och Sölvesborgs kommun. Kontraktet uppgick 2021 i Blekinge kontrakt. 
Kontraktskoden var 0721. 

## Administrativ historik
Kontraktet fanns sedan 1700-talet och omfattade från 1800-talet
- Asarums församling
- Hällaryds församling
- Jämshögs församling
- Karlshamns församling
- Kyrkhults församling
- Mjällby församling
- Mörrums församling som 2006 uppgick i Mörrum-Elleholms församling
- Elleholms församling som 2006 uppgick i Mörrum-Elleholms församling
- Ringamåla församling
- Sölvesborgs stadsförsamling som 1951 namnändrades till Sölvesborgs församling
- Sölvesborgs landsförsamling som 1951 uppgick i Sölvesborgs församling efter att brutits ut ur denna 1868
- Åryds församling
- Gammalstorps församling som 2006 uppgick i Gammalstorp-Ysane församling och vid dess upplösning 2014 införlivades i Sölvesborgs församling
- Ysane församling som 2006 uppgick i Gammalstorp-Ysane församling och vid dess upplösning 2014 införlivades i Mjällby församling
- Bräkne-Hoby församling som 1962 överfördes till Medelstads kontrakt
- Öljehults församling som 1962 överfördes till Medelstads kontrakt

## Kontraktsprostar
| Ämbetstid | Namn             | Levnadstid | Övrigt                                   |
| --------- | ---------------- | ---------- | ---------------------------------------- |
| 1947-1965 | Lauritz Schöldtz |            | Kyrkoherde i Bräkne-Hoby                 |
| 1965-1968 | Erik Wärsiö      |            | Kyrkoherde i Hällaryd                    |
| 1968-1975 | Henry Plantin    |            | Kyrkoherde i Karlshamn                   |
| 1975-1982 | Sven Eker        |            | Kyrkoherde i Sölvesborg                  |
| 1982-1996 | Bertil Reimer    |            | Kyrkoherde i Mörrum                      |
| 1996-2009 | Tommy Sandberg   |            | Kyrkoherde i Sölvesborg                  |
| 2009-2014 | Johan Tyrberg    |            | Kyrkoherde i Karlshamn                   |
| 2014-2017 | Karin Elmblad    |            | Kyrkoherde i Asarums pastorat            |
| 2017-     | Henrik Lindén    |            | Kyrkoherde i Karlshamn-Trensums pastorat |